# شهرستان آدیگه-خابلسکی
شهرستان آدیگه-خابلسکی (به لاتین: Adyge-Khablsky District) یک شهرستان در روسیه است که در قره‌چای و چرکس واقع شده‌است.